# Petr Benda (Biologe)
Petr Benda ist ein tschechischer Chiropterologe und Hochschullehrer.

## Leben
Benda erhielt 1993 mit der Arbeit Morphometric variation of the west-Palaearctic forms of the subgenus Myotis an der Zoologischen Fakultät der Karls-Universität Prag seinen Master-Abschluss. 2001 wurde er mit der Dissertation Notes on the systematics and biogeography of Eurasian bats (Mammalia: Chiroptera) an derselben Universität zum Ph.D. promoviert. 2015 habilitierte er sich zum außerordentlichen Professor an der Naturwissenschaftlichen Fakultät der Karls-Universität Prag mit der Dissertation Contribution to the knowledge of the bat diversity in the Old World.
Benda hatte Studienaufenthalte in mehreren europäischen Museumseinrichtungen, darunter in Wien, Sankt Petersburg, Moskau, Bonn, Frankfurt am Main, Sofia, London, Paris u. a. m. Seit 1998 ist er Kurator sowie stellvertretender Leiter in der Säugetierabteilung am Nationalmuseum Prag.
2013 wirkte Benda am Werk Mammals of Africa von Jonathan Kingdon mit. 2019 schrieb er den Beitrag über die Fledertier-Familie Rhinonycteridae im Handbook of the Mammals of the World. Zudem ist er Chefredakteur des Magazins Lynx, das mammalogische Fachartikel in englischer und tschechischer Sprache veröffentlicht.

## Erstbeschreibungen von Petr Benda
- Pipistrellus dhofarensis, 2016
- Miniopterus maghrebensis, 2014
- Rhinolophus horaceki, 2012
- Asellia arabica, 2011
- Hypsugo lanzai, 2011
- Rhinopoma hadramauticum, 2009
- Paratriaenops, 2009
- Triaenops parvus, 2009
- Pipistrellus hanaki, 2004
- Plecotus gaisleri, 2004
- Myotis mystacinus occidentalis, 2000